# Lovčičky
Lovčičky település Csehországban, Vyškovi járásban. Lovčičky Bošovice, Milešovice és Otnice településekkel határos. Lakosainak száma 738 fő (2024. január 1.).

## Népesség
A település lakosságának változását az alábbi diagram mutatja:
| Lakosok száma | 649  | 683  | 910  | 790  | 614  | 539  | 676  | 705  | 744  | 738  |
|               | 1869 | 1890 | 1921 | 1950 | 1980 | 2001 | 2017 | 2019 | 2022 | 2024 |